# Blewbury
Blewbury là một ngôi làng và xã ở dưới chân của phần Berkshire Downs của Bắc Wessex Downs khoảng 4 dặm (6,4 km) về phía nam của Didcot, 14 dặm (23 km) về phía nam của Oxford và 50 dặm (80 km) về phía tây Luân Đôn. Nó là một phần của Berkshire cho đến năm 1974 khi ranh giới thay đổi chuyển giao nó cho Oxfordshire. Điều tra dân số năm 2011 ghi nhận dân số của xã là 1.581.
Một số con suối phát xuất từ chân vách đá của Berkshire Downs. Một số suối chảy vào một hồ nước nhỏ được gọi là Watercress Beds, nơi cải xoong được trồng. Từ đây và các suối nơi khác chảy vào Mill Brook mà mang nước vào sông Thames tại Wallingford.

## Lịch sử

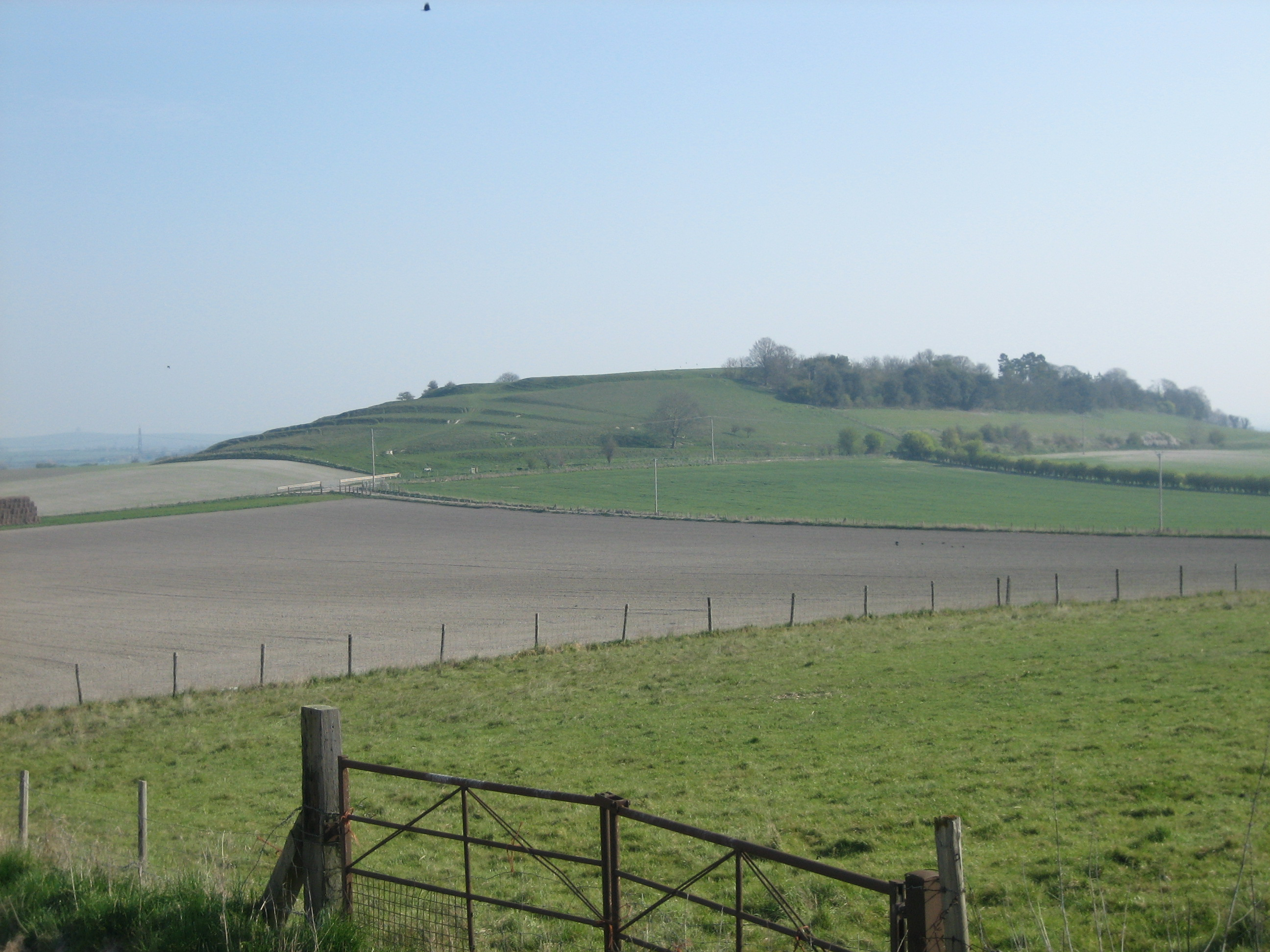
Pháo đài Blewburton

Phần phía Nam của xã là vùng đồi phấn thấp (Downland) và bao gồm một số nơi có từ thời tiền sử. Ridgeway là một đường có từ cổ xưa chạy ngang phía nam của xã.
Một nửa diện tích của đồi Blewburton Hill với độ cao 360 feet (110 m) thuộc về xã. Một pháo đài Anh được xây ở trên đồi vào thời đồ sắt có thể được cư trú từ thế kỷ thứ IV đến thế kỷ thứ I trước Công nguyên. Điểm cao nhất của xã là Churn Hill 520 feet (160 m), 1 1/2 dặm (2,4 km) về phía tây nam của làng.

## Tham khảo

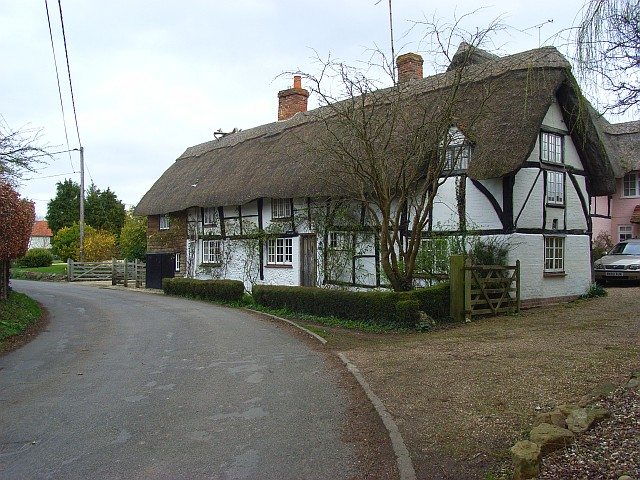
Dragonwyke, a timber-framed 16th-century thatched cottage